# Gens Mècia
La gens Mècia (en llatí Maecia gens) va ser una gens romana d'origen plebeu.
Només una persona amb aquest nom va tenir certa rellevància durant la república: Espuri Meci Tarpa, contemporani de Ciceró. Durant l'imperi els Meci van esdevenir una família destacada tot i que rarament els mencionen els historiadors antics.
Per les monedes se sap que un Marc Meci Ruf va ser procònsol a Bitínia, en el regnat de Vespasià. Per una inscripció que un altre (o potser el mateix) Marc Meci Ruf va ser cònsol juntament amb Luci Turpili Dexter, encara que no es pot concretat la data, i Marc Meci Memmi Furi Placidi apareix als Fasti com a cònsol l'any 343 amb Flavi Pisisi Ròmul.